# Холометаболизъм
Холометаболизъм, също така наричан пълна метаморфоза, е термин, използван за групите насекоми, които имат четири стадия на развитие – яйце, ларва, какавида и имаго. Това дава предимство на поколението да не се съревновава с възрастните екземпляри заради различните периоди в техния живот.

## Периоди
Има четири периода, като всеки от тях има различна морфология.

### Яйце
Първият период започва, когато яйцето се образува в организма на майката, и приключва, когато то се излюпи. Развитието на насекомите започва като една отделна клетка, която след деление и диференциация се превръща в ларва малко преди излюпването.

### Ларва
Вторият период в развитието е от излюпването на ларвата до какавидирането. Тази форма в повечето случаи прилича на червей. През този период ларвата трябва да израсне и да събере достатъчно енергия за следващия процес на метаморфоза.

### Какавида
Третият период е от какавидирането до „раждането“ на имагото. Този период е характерен с минималните си движения и самата какавида. През него насекомите приемат драстични промени.

### Имаго
Възрастните екземпляри обикновено имат крила и репродуктивни органи. Главната функция на този стадий е репродукцията.

## Членове
Насекомите, които спадат към тази група, са:
- Бръмбари
- Мухи
- Мравки, оси, пчели
- Пеперуди и молци